# NK Neretva Metković
NK Neretva Metković – chorwacki klub piłkarski z siedzibą w Metkoviciu. Został założony w 1919 roku.